# Montes Arquimedes

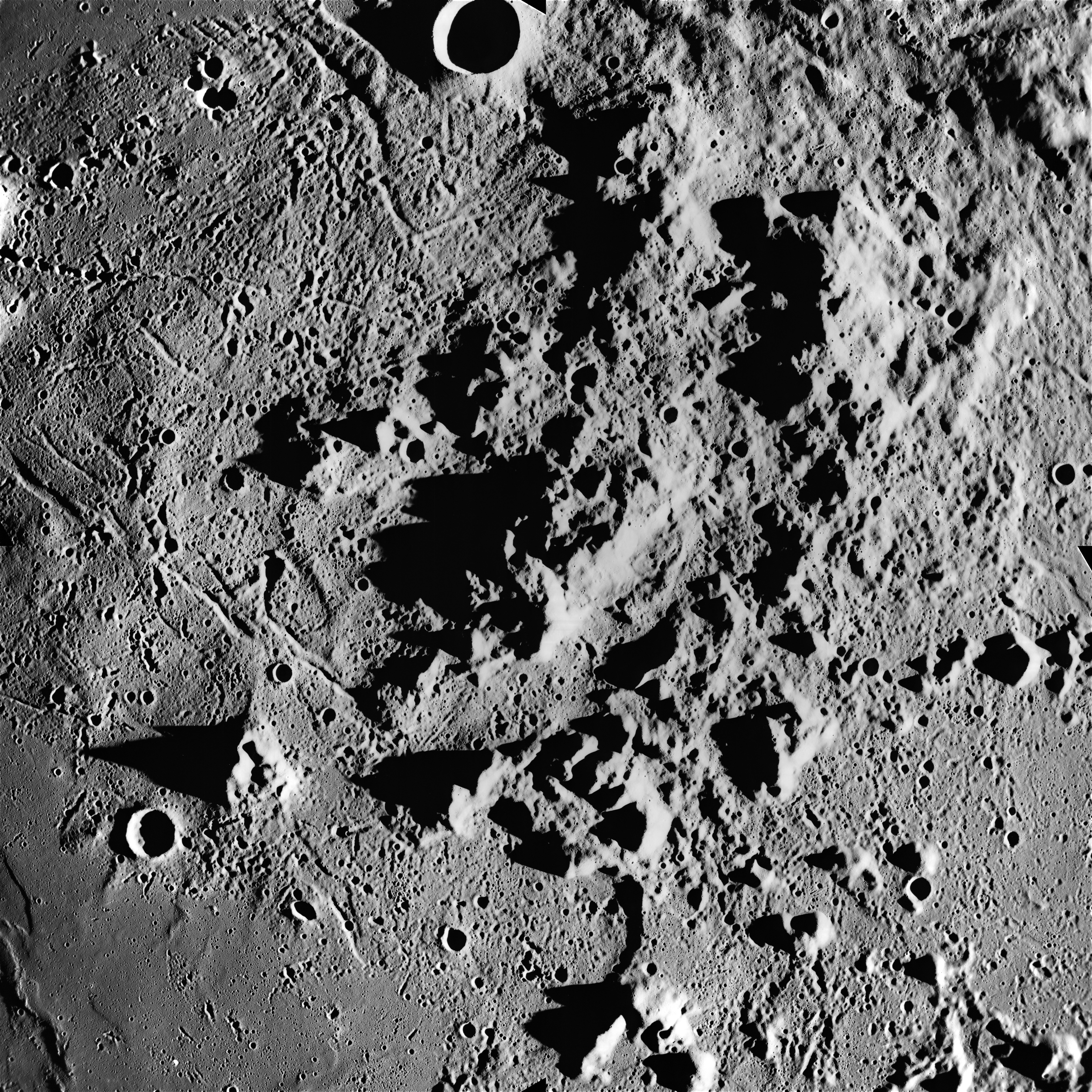
Monts Arquimedes. Foto: Apol·lo 15.

Els Montes Arquimedes són una cadena muntanyenca de la cara visible de la Lluna, situada en la part oriental del Mare Imbrium, prop del cràter Arquimedes, d'on ha pres el nom. El seu epònim fa referència al físic i matemàtic grec Arquimedes, sent aprovat per la Unió Astronòmica Internacional en 1976.

## Descripció
La cadena muntanyenca està delimitada a l'est pel Palus Putredinis i al nord pel cràter Arquimedes de 81 km de diàmetre. Més cap al sud i a l'est es troben els Montes Apenninus, la més important serralada lunar.
Els Montes Arquimedes ocupen una àrea amb un diàmetre màxim de 146.54 km, amb una orientació nord-est-sud-oest. Alguns dels pics d'aquesta cadena aconsegueixen altures de fins a 2000 m, molt menys que els cims dels propers Montes Apenninus, i cap d'ells ha rebut denominació específica.
Aquesta cadena muntanyenca sembla constituir un dels fragments supervivents de l'anell muntanyenc central, d'un conjunt original de tres, formats per l'impacte que va causar la creació de la conca del Mare Imbrium fa uns 3850 milions d'anys.